# Carl Gotthelf Lehmann

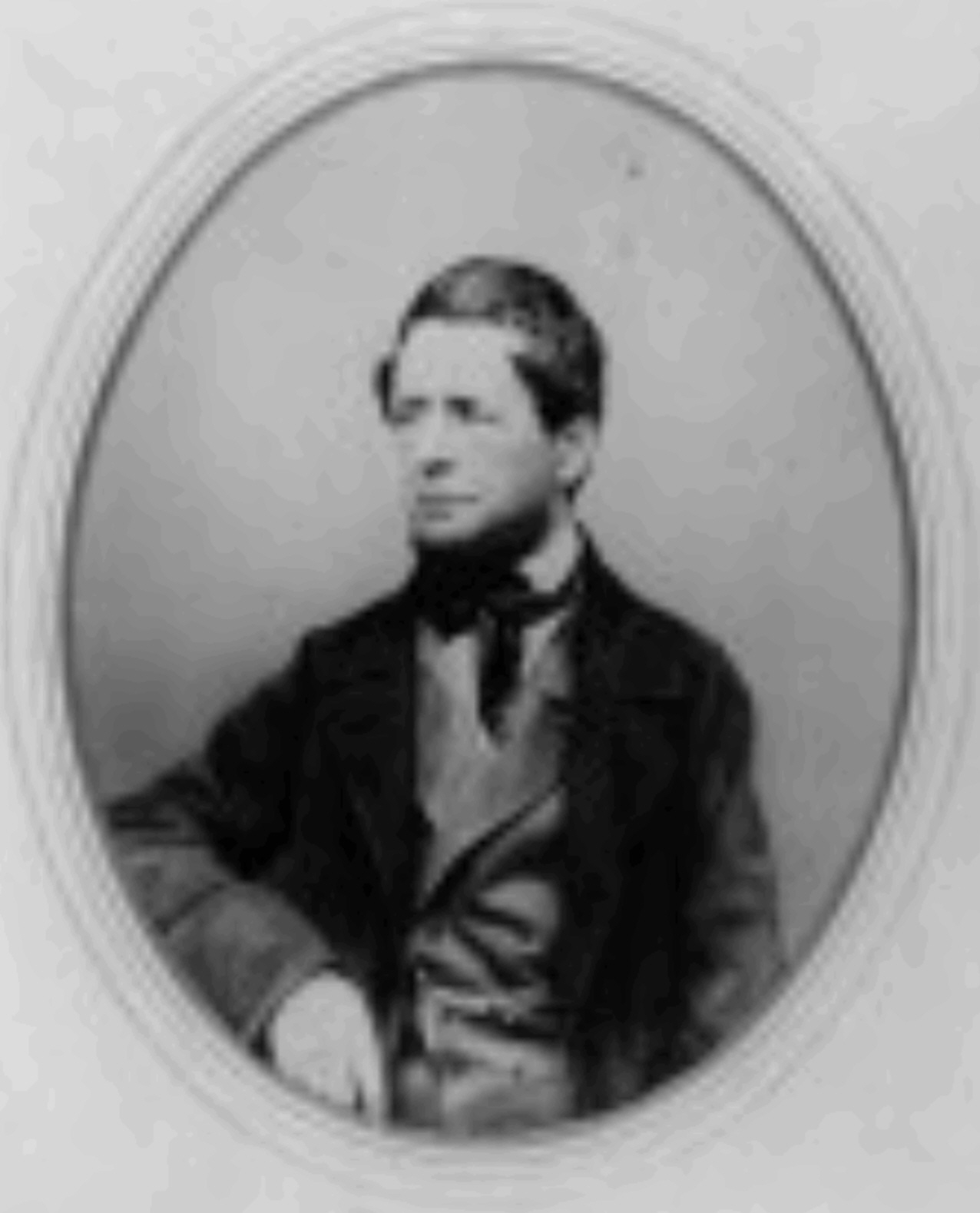
Carl Gotthelf Lehmann omkring 1855.

Carl Gotthelf Lehmann, född 7 mars 1812 i Leipzig, död 6 januari 1863 i Jena, var en tysk fysiologisk kemist.
Lehmann blev 1835 medicine doktor och 1842 professor i medicin och 1847 i fysiologisk kemi vid Leipzigs universitet samt 1856 professor i allmän kemi vid Jena universitet. Hans skrifter rör mest den fysiologiska kemin och återfinns dels i "Journal für praktische Chemie", dels i Franska vetenskapsakademiens "Comptes rendus", dels i andra tidskrifter. Dessutom utgav han åtskilliga mycket anlitade läroböcker, såsom Vollständisches Taschenbuch der theoretischen Chemie (sjätte upplagan 1854), Lehrbuch der physiologischen Chemie (andra upplagan 1853) och Handbuch der physiologischen Chemie (1854).